# 各務原市鵜沼東福祉センター
各務原市鵜沼東福祉センター（かかみがはらしうぬまひがしふくしセンター）は、岐阜県各務原市にある各務原市が運営する公共施設。

## 概要
市民の福祉増進、文化生活の普及及びコミュニティ活動の促進を図ることを目的とする施設であり、各務原市内にある福祉センターの一つである。一般財団法人各務原市施設振興公社が指定管理者である。
1980年（昭和55年）4月23日開館。
本館（延床面積410.72 m2）と分室1（延床面積130.82 m2）、分室2（延床面積25.28 m2）があり、本館は1979年（昭和54年）竣工。分室1は1996年（平成8年）竣工である。

## 施設
本館
- 集会室
- 学習室
- 保育室
- 休養室

分室1
- 集会室

分室2
- 料理教室

## 利用案内
- 住所：岐阜県各務原市鵜沼山崎町4丁目8
- 利用時間：9:00 - 21:00
- 休館日：年末年始（12月29日 - 1月3日）

## 周辺施設
- JR高山本線鵜沼駅
- 名古屋鉄道各務原線・犬山線新鵜沼駅
- 山崎区公民館